# Peter Barr
Peter Barr (Escócia, 1825 – 1909) foi um horticultor, botânico e naturalista do Reino Unido.

## Biografia
Fundou em  1861 um comércio de sementes e bulbos em  Covent Garden, Londres, com o nome  "Barr and Sudgens", mais tarde rebatizado para "Barr and Sons" , que sobreviveu até à década de 1950 quando foi fundida  com a sua concorrente "R. Wallace and Co" de Colchester  sob o nome de  "Wallace and Barr". Dedicou a sua vida à cultura e a melhoria dos  narcisos, também trabalhando com outras plantas como as do gênero   paeonia. O Covent Garden possuía estufas. Infelizmente, os arquivos de Barr foram destruidos num incêndio, perdendo-se o nome dos híbridos que comercializava. 

## Obras
- Ye Narcissus or daffodyl flowre, and hys roots, with hys histoire and culture… : embellished with manie woodcuts ( 1884)
- Readings on the Lilies of the World ( 1901).